# Peter Hammill
Peter Joseph Andrew Hammill (Ealing, 5 novembre 1948) è un cantautore, tastierista e polistrumentista britannico, conosciuto per essere un membro fondatore dei Van der Graaf Generator e per la sua carriera solista.

## Biografia
La carriera solista di Hammill è sempre andata di pari passo con l'attività nei Van der Graaf Generator. Già nel 1969 infatti, The Aerosol Grey Machine era progettato come suo album d'esordio ma fu poi pubblicato a nome del gruppo per svincolare quest'ultimo da un contratto discografico con la Mercury; il primo album a suo nome arrivò nel 1971: Fool's Mate, registrato mentre il cantante era ancora membro dei Van der Graaf Generator e con la collaborazione degli altri tre membri del gruppo. Molti dei testi del primo Hammill hanno contenuti letterari, poetici e i suoi brani spaziano dalla forma canzone a suites musicali.
Hammill incise numerosi album dopo il primo scioglimento dei Van der Graaf avvenuto nel 1972. Fra questi va ricordato Nadir's Big Chance (1974) oggi considerato un album importante del proto-punk britannico. Hammill è stato esplicitamente citato come influenza da Johnny Rotten in un'intervista radiofonica del 1977.
Nel 1973 partecipa come ospite al tour britannico de Le Orme. Per il gruppo veneto scrive anche i testi di Felona and Sorona, versione in lingua inglese dell'album Felona e Sorona.
Nel 1974 Hammill pubblicò il libro Killers, Angels, Refugees (Charisma Books, Londra), una raccolta di poesie e racconti brevi. Il libro fu in seguito ristampato da Hammill stesso (Sofa Sound, Bath) e fu seguito da un'altra pubblicazione, Mirrors, Dreams, Miracles (1980).
Ha collaborato con la cantante italiana Alice, per la quale ha scritto il brano "Now and Forever", contenuto nell'album della cantante Il sole nella pioggia, del 1989.
Nel 2005 ha realizzato un nuovo album (Present) con il gruppo riunitosi per l'occasione.
Gli album di Hammill sono attualmente prodotti dalla sua etichetta personale, la Fie! Records.
Nel dicembre del 2003 Hammill è sopravvissuto a un infarto, pochi mesi dopo ha pubblicato l'album Incoherence, un disco composto di un'unica grande suite della durata di 42 minuti circa, che tratta vari argomenti legati alla complessità e alla inefficacia del linguaggio. Alla fine del 2004, ha ricevuto in Italia il prestigioso Premio Tenco per la canzone.
Nel gennaio 2016 il Conservatorio "G. Nicolini" di Piacenza gli ha conferito –assieme al collega musicista Greg Lake – la laurea ad honorem.

## Stile
Per certi versi è difficile trattare separatamente la carriera solista di Hammill negli anni settanta e i suoi lavori con la band; se da una parte molta della musica e tutti i testi dei Van der Graaf Generator si devono a Hammill, dall'altra gli altri membri del gruppo hanno quasi sempre contribuito in termini strumentali ai suoi album solisti. Vi è comunque una differenza di approccio fra le due produzioni; tendenzialmente, gli album solisti di Hammill sono più introspettivi e melodici, mentre quelli dei Van der Graaf Generator trattano temi più ampi e sono caratterizzati da musicalità più sinfoniche e strutturate, con maggiori elementi jazz e jazz-rock.
Benché l'opera di Hammill sia chiaramente collocata nel contesto del rock progressivo, nei suoi lavori appaiono numerosi stili musicali: vi si trovano esperimenti di musica elettronica d'avanguardia (Loops and Reels, Unsung, Spur of the Moment), opera (The Fall of the House of Usher), composizioni per piano e voce (And Close As This) e per voce e chitarra (Clutch), e registrazioni col supporto di tradizionali rock band (Enter K).
Molti considerano la voce di Hammill come il tratto più distintivo della sua musica. Formatosi probabilmente nei cori gesuiti, Hammill ha uno stile canoro decisamente inglese, ma con una gamma tonale estremamente ampia, dal celestiale all'urlo di rabbia (comunque molto controllato e intellettualizzato). I suoi registri vanno dal basso-baritono (come dimostrato ampiamente nell'album The Fall of the House of Usher in particolare la versione del 1999, un'opera-rock dove interpreta la parte di Roderick Usher, un basso appunto) al contraltista (con l'uso del falsetto rinforzato); è capace di ruggire, sussurrare, canticchiare, lanciare acuti e urlare, una varietà di modi espressivi che è stata paragonata alla versatilità della chitarra di Hendrix. In generale si può dire che lo stile canoro di Hammill è teatrale, istrionico, e la massima espressione di questa sua grande espressività trova certamente luogo negli spettacoli live, dove vengono abbandonate le "rotaie" della canzone registrata in studio ed ogni brano viene spesso reinventato.
I testi di Hammill presentano una serie di temi ricorrenti: l'amore, le relazioni umane, l'invecchiamento e la morte, la follia, la politica, la consapevolezza e l'introspezione, la religione. I temi fantascientifici di molti brani dei Van der Graaf sono quasi del tutto assenti nei suoi lavori solisti. Resta comunque (come nei Van der Graaf) la natura fortemente cerebrale e intellettuale dei suoi versi, che traspare nei numerosi riferimenti alle grandi opere della letteratura inglese (soprattutto Shakespeare, ma anche Lewis Carroll), nel frequente sconfinare dei testi dalla dimensione esistenziale a quella filosofica, nell'interesse per la logica e la razionalità (con i loro limiti), frequentemente trasposte metaforicamente in immagini attinenti agli scacchi, al tema del doppio (il riflesso nello specchio) o in riferimenti all'opera di Escher (non a caso lo stesso logo dei Van der Graaf Generator ha una geometria escheriana). Vi sono inoltre una serie di immagini ben definite e specifiche che fanno da filo conduttore a quasi tutta l'opera poetica di Hammill: l'imperatore, il fuggiasco, il buffone di corte, il camaleonte, la porta, la fotografia e lo specchio e altre.

## Discografia

### Album solisti

#### In studio
- 1971 - Fool's Mate
- 1973 - Chameleon in the Shadow of the Night
- 1974 - The Silent Corner and the Empty Stage
- 1974 - In Camera
- 1975 - Nadir's Big Chance
- 1977 - Over
- 1978 - The Future Now
- 1979 - pH7
- 1980 - A Black Box
- 1981 - Sitting Targets
- 1982 - Enter K
- 1983 - Loops and Reels
- 1983 - Patience
- 1986 - Skin
- 1986 - And Close as This
- 1988 - In a Foreign Town
- 1990 - Out of Water
- 1991 - The Fall of the House of Usher
- 1992 - Fireships
- 1993 - The Noise
- 1994 - Roaring Forties
- 1996 - X My Heart
- 1996 - Sonix
- 1997 - Everyone You Hold
- 1998 -  This
- 2000 - None of the Above
- 2001 - What, Now?
- 2001 - Unsung
- 2002 - Clutch
- 2004 - Incoherence
- 2006 - Singularity
- 2009 - Thin Air
- 2012 - Consequences
- 2014 - ...All That Might Have Been...
- 2017 - From the Trees
- 2021 - In Translation
- In A Foreign Town/ Out Of Water 2023 (Esoteric Antenna/Cherry Red, 2023)

#### Live
- The Margin  (1985)
- Room Temperature (1990)
- There Goes the Daylight (1993)
- The Peel Sessions (BBC radio sessions 1974–1988) (1995)
- Typical (1999)
- The Margin + (2002)
- Veracious (2006)
- Pno Gtr Vox (2011)
- Pno Gtr Vox Box (2012)
- Peter Hammill & The K Group Live at Rockpalast 26/11/81 (2016)
- X/Ten (2018)
- Not Yet Not Now (2019)

#### Raccolte
- Vision (1978)

#### Collaborazioni
- Spur of the Moment (con Guy Evans) (1988)
- The Union Chapel Concert (con Guy Evans e altri) (live) (1997)
- The Appointed Hour (con Roger Eno) (1999)
- Sea of Memory (con Premiata Forneria Marconi) (2002)
- Other World (con Gary Lucas) (2014)
- In Amazonia (con Isildurs Bane) (2019)
- In Disequilibrium (con Isildurs Bane) (2021)